# Lubomír Machala
Lubomír Machala (* 10. listopadu 1958 Bruntál) je český vysokoškolský profesor, literární historik a kritik a překladatel ze slovenštiny. Zaměřuje se zejména na poválečnou a současnou českou literaturu, začínající autory, regionální olomouckou literární scénu a na současnou slovenskou literaturu. Působí na Katedře bohemistiky Filozofické fakulty Univerzity Palackého v Olomouci, kterou mezi lety 2004 a 2011 vedl.

## Život
Po absolvování střední průmyslové školy studoval v letech 1977–1982 bohemistiku a občanskou nauku na Filozofické fakultě Univerzity Palackého. Od roku 2004 působil jako vedoucí tamější katedry bohemistiky, v roce 2011 byl však odvolán děkanem, což vyvolalo jistou kontroverzi.
Jako hlavní editor se podílel na souhrnné publikaci Panorama české literatury, která v roce 2016 získala Cenu poroty za biografický slovník v soutěži Slovník roku.
Je ženatý se slavistkou Milenou Machalovou.

## Dílo

### Odborné
- Machala L., Franta T. Cenová bilance 2016 (cs). Nad literárními díly oceněnými i neoceněnými v roce 2016. Olomouc 2018.
- Machala L., Damborská A. Cenová bilance 2015. Nad literárními díly oceněnými i neoceněnými v roce 2015. Olomouc 2018.
- Machala L., Damborská A. Cenová bilance 2014. Nad literárními díly oceněnými i neoceněnými v roce 2014. Olomouc 2015.
- Machala L., Gilk E., Kolářová J., Komenda P., Malý R., Schneider J., Galík J., Hora P., Podivínský M., Petrů E., Skalička J., Štěrbová A. Panorama české literatury (1) do roku 1989. Olomouc 2015.
- Machala L., Kožušníková P. Cenová bilance 2013. Nad literárními díly oceněnými i neoceněnými v roce 2013. Olomouc 2014.
- Machala L. Olomoucká poezie a próza po roce 1989. Olomouc 2013.
- Machala L., Blažková I., Kožušníková P., Severa J. Spisovatelé Univerzity Palackého. Olomouc 2013.
- Machala L., Gilk E., Kolářová J., Pořízková L., Schneider J., Zemanová Z. Panorama polistopadové české literatury s medailony autorů a kritickými ohlasy. Olomouc 2012.
- Machala L. Prolegomena české polistopadové literatury. Olomouc 2011.
- Machala L. Literární bludiště (Bilance polistopadové prózy). Praha 2001.
- Machala L. Průvodce po nových jménech české poezie a prózy 1990–1995. Olomouc 1996.

### Překlady
- Kucbelová, Katarína. Čepec. Praha 2021.
- Sabuchová, Alena. Šeptuchy. Brno 2021.
- Šimko, Dušan. Ctnosti a neřesti. Praha 2018.
- Rakús, Stanislav. Nenapsaný román. Brno 2018.
- Rakús, Stanislav. Telegram. Brno 2017.